# Olenivka (Olenivka), Ciornomorske
Olenivka (în ucraineană Оленівка) este localitatea de reședință a comunei Olenivka din raionul Ciornomorske, Republica Autonomă Crimeea, Ucraina.

## Demografie
Componența lingvistică a localității Olenivka
     Rusă (79,36%)
     Ucraineană (19,53%)
     Alte limbi (0,46%)
Conform recensământului din 2001, majoritatea populației localității Olenivka era vorbitoare de rusă (79,36%), existând în minoritate și vorbitori de ucraineană (19,53%).